# Оконек
Оконек (пољ. Okonek) град је у Пољској у Војводству великопољском. По подацима из 2012. године број становника у месту је био 4030.

## Становништво
| 2012. |
| ----- |
| 4.030 |

## Партнерски градови
- Штокелсдорф, Аренсбек